# إسماعيل بن فرج
إسماعيل بن فرج ( 26 ديسمبر 1938 -) هو فنان تشكيلي تونسي يمارس فن الرسم، ولد في مدينة تونس في 26 ديسمبر 1938، درس بالمعهد العالي للفنون الجميلة بتونس، ثم بفرنسا ليعود إلى تونس في الخمسينات. اشتغل خطة أستاذ بالمعهد التكنولوجي والهندسة المعمارية بتونس. مارس فن الرسم وشارك في العديد من المعارض الجماعية بتونس العاصمة وبالخارج.